# جامع الياسين
جامع الياسين، هو أحد جوامع منطقة ركن الدين في العاصمة دمشق، الخطيب الحالي هو د.محمد أنس الدوامنة.

## العنوان
ركن الدين - فيحاء قرب مشفى هشام سنان